# Karpaten
| Gliederung der Karpaten: 1 Äußere Westkarpaten 2 Innere Westkarpaten 3 Äußere Ostkarpaten 4 Innere Ostkarpaten 5 Südkarpaten 6 Rumänische Westkarpaten 7 Siebenbürgisches Becken 8 Serbische Karpaten | 00 | Flüsse: a Weichsel b Donau c Theiß d Save e Dnister f Pruth |

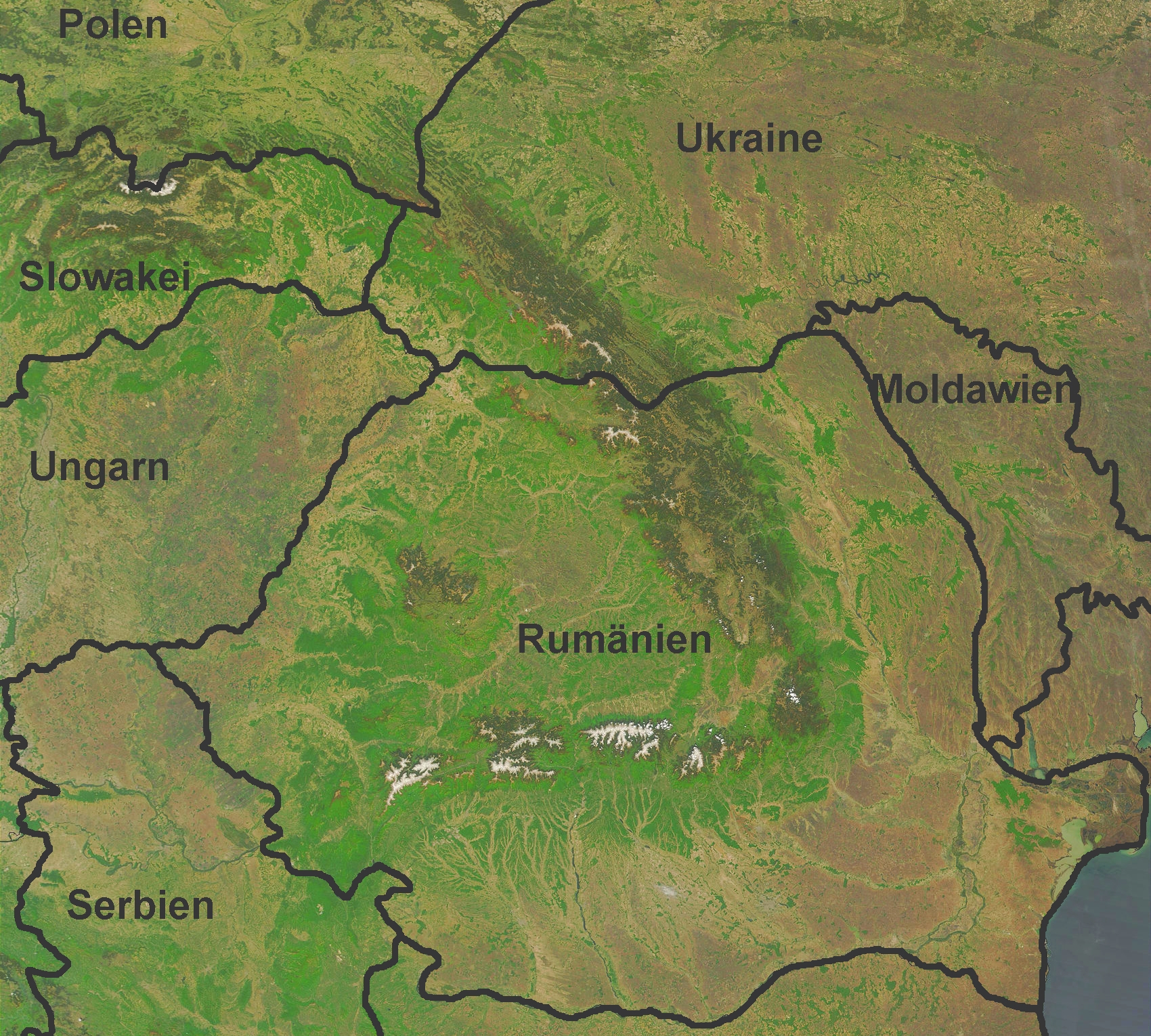
Das „Karpatenknie“ im Satellitenbild.

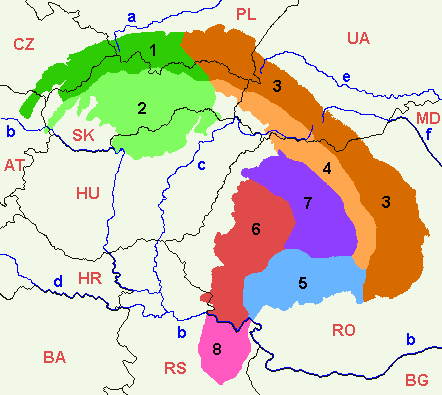

Die Karpaten (früher: Karpathen; tschechisch, polnisch und slowakisch Karpaty, ukrainisch Карпати Karpaty, rumänisch Carpați, ungarisch Kárpátok, serbisch Карпати Karpati) sind ein Hochgebirge in Mitteleuropa, Osteuropa und Südosteuropa. Sie bilden einen über 1300 km langen, 100–350 km breiten, nach Westen offenen Bogen, der – einschließlich seiner Ausläufer – in der nördlichen Umfassung des Wiener Beckens beginnt und an den Flusstälern von Morava, Nišava und Timok im Osten Zentralserbiens endet. Die Karpaten bilden den nördlichsten Ausläufer des alpidischen Gebirgsgürtels. Als Teil dieses Faltengürtels setzen sie sich nach Westen in die Alpen und nach Südosten im Balkan- und Rhodopengebirge fort, während Dinariden und Apenninen südwestlich versetzt sind und annähernd parallel zu den Ostkarpaten verlaufen.
Das höchste Massiv der Karpaten ist die Hohe Tatra (mit dem Gerlachovský štít, 2655 m n.m., zugleich der höchste Berg der Slowakei). Gefolgt wird es vom Făgăraș-Massiv (Fogarascher Gebirge) in den Südkarpaten (mit der Moldoveanu-Spitze, 2544 m, höchster Berg Rumäniens). Neben den Alpen bilden die Karpaten das bestimmende Gebirgssystem in Mitteleuropa.
Insgesamt acht Staaten haben Anteil an den Karpaten. Die größten Anteile entfallen auf die Slowakei und Rumänien.

## Name
Die Form Karpaten wird in griechischen (Καρπάτης ὄρος Karpátēs óros [so bei Ptolemäus, 2. Jahrhundert n. Chr.], Καρπάτον ὄρος Karpáton óros; beide Singular), römischen (Carpates montes, Carpatae; beide Plural) und mittellateinischen Texten (Carpati montes, Alpes Bastarnicae [Tabula Peutingeriana]; beide Plural) erwähnt. Sie entspricht der Bezeichnung für das Volk der Karpen im 2. Jahrhundert n. Chr., die östlich der rumänischen Ostkarpaten siedelten. In der römischen Zeit wurden die Karpaten nach den Sarmaten auch als Montes Sarmatici bezeichnet. In Dokumenten des Königreichs Ungarn aus dem 13. und 14. Jahrhundert wurden die Berge als Thorchal, Tarczal oder Montes Nivium („Schneeberge“) bezeichnet.
Die Herkunft der Bezeichnung Karpaten ist unklar. Zu den Vorschlägen gehören das indogermanische *kar- „loben“ oder albanisch karpe („Fels“) aus indogermanisch *(s)ker- („schneiden“; vergleiche deutsch Kerbe und Kar sowie lateinisch carpere [„rupfen, abreißen“]). Möglich scheint auch eine Abkunft aus dem slawischen Wort chrebet („Rückgrat, Gebirgskamm“).

## Geographie

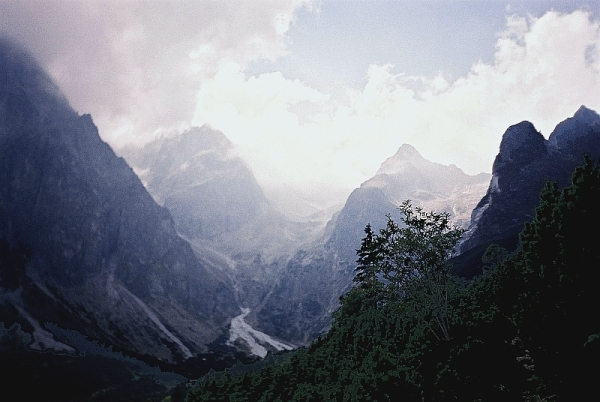
Westkarpaten – Tatra – Gipfel Kežmarský štít, Slowakei

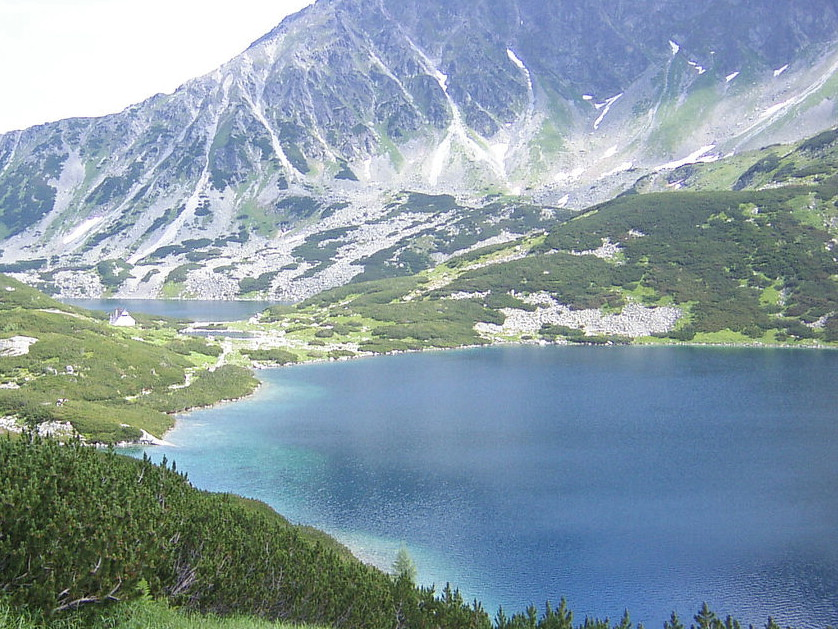
Westkarpaten – Tatra – Das „Tal der fünf polnischen Seen“, Polen

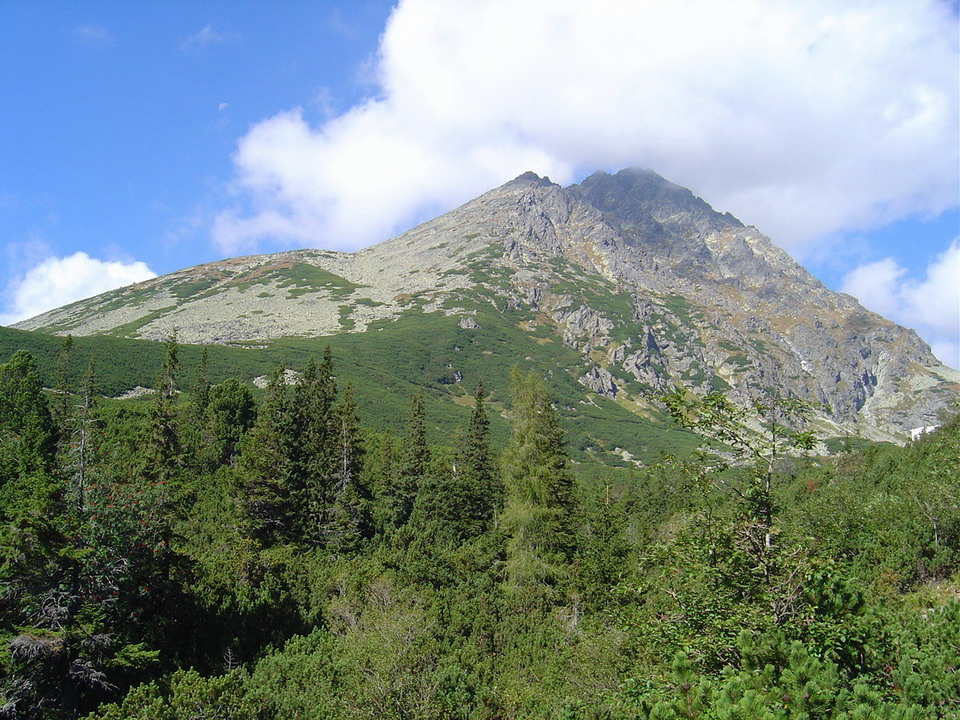
Westkarpaten – Tatra – Gerlachspitze (Gerlachovský štít), Slowakei

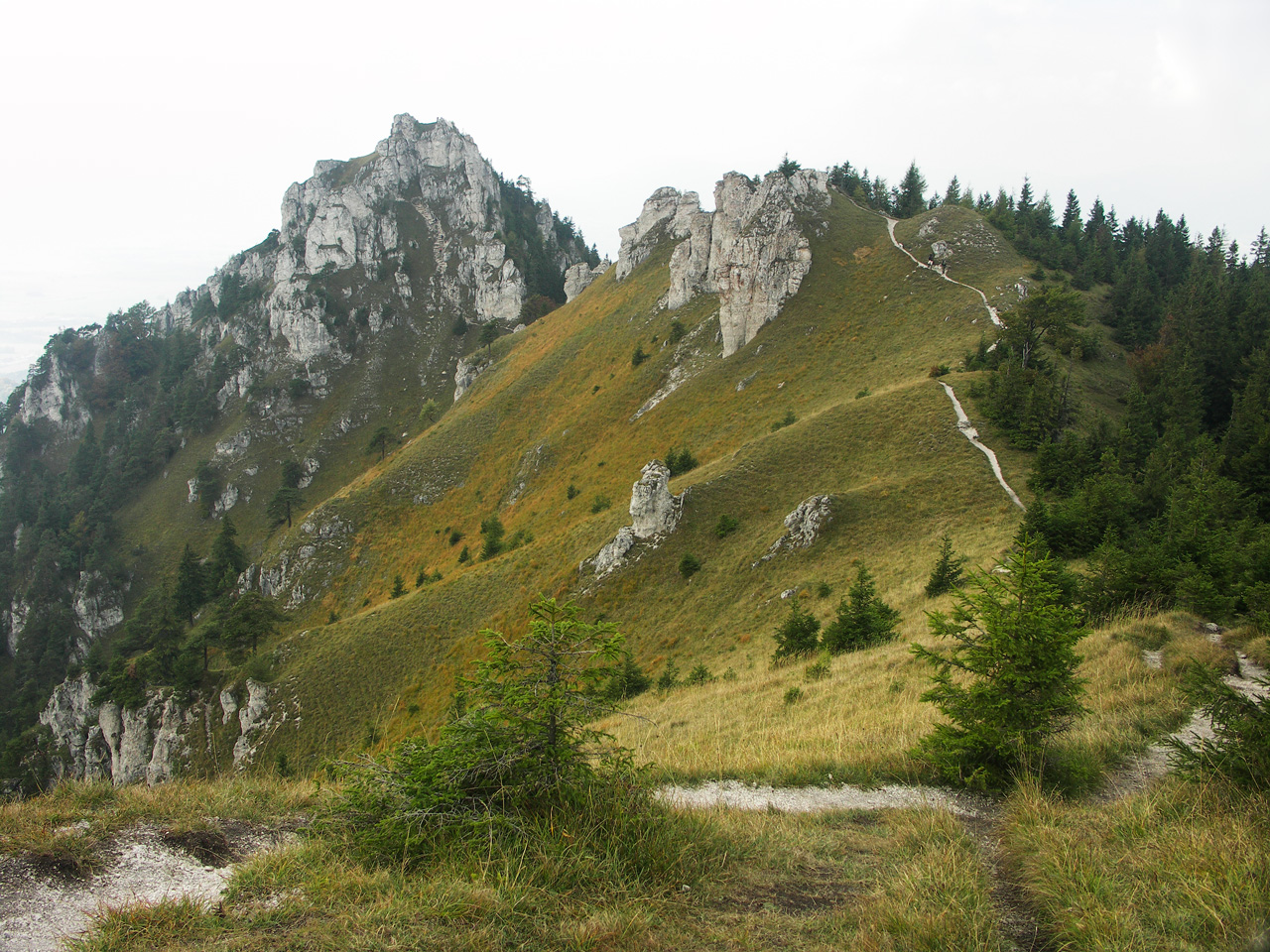
Westkarpaten – Große Fatra – Westgipfel des Ostrá, Slowakei

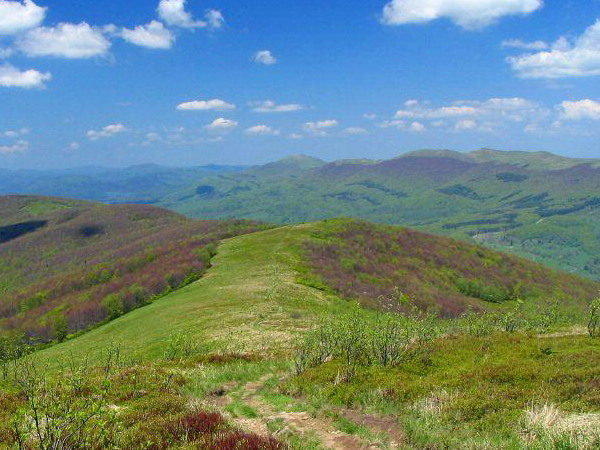
Ostkarpaten – Bieszczady – eine Polonina, Polen

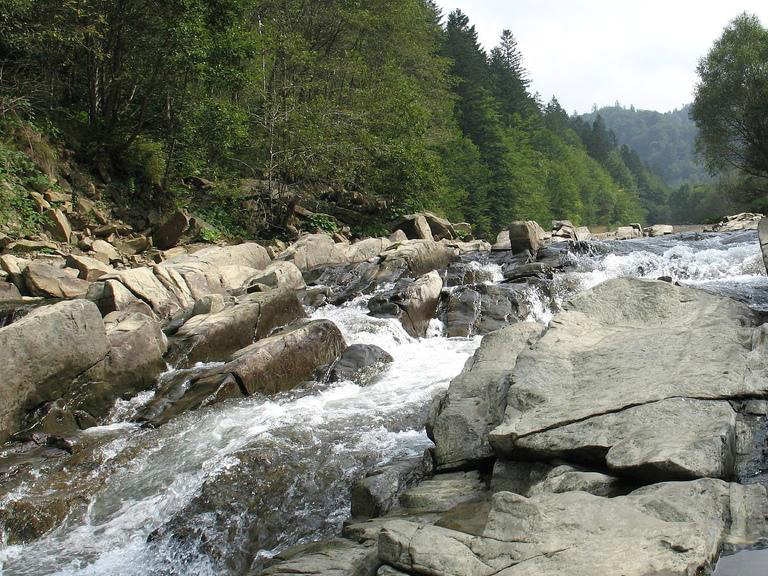
Waldkarpaten – Bieszczady – Gebirgsbach Wetlina („Sine Wiry“), Polen

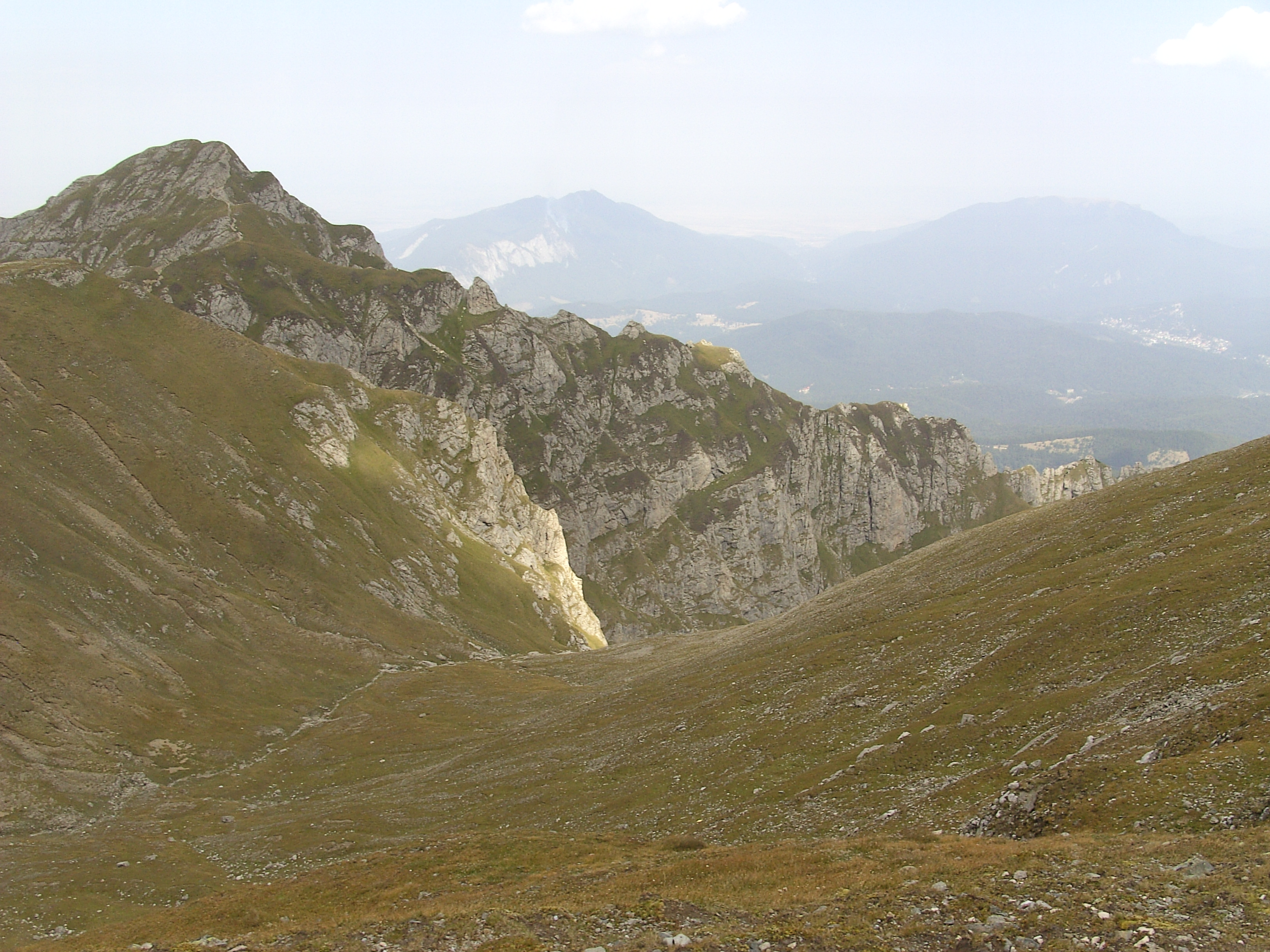
Südkarpaten, Bucegi, im Hintergrund Schuler und Hohenstein, Ostkarpaten

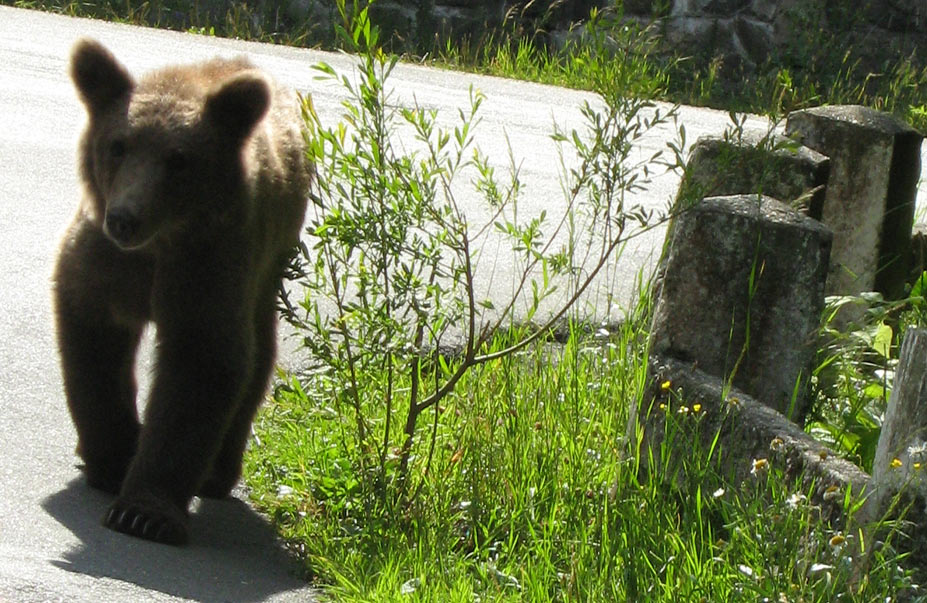
Frei lebender Braunbär in der Nähe von Sinaia, Rumänien

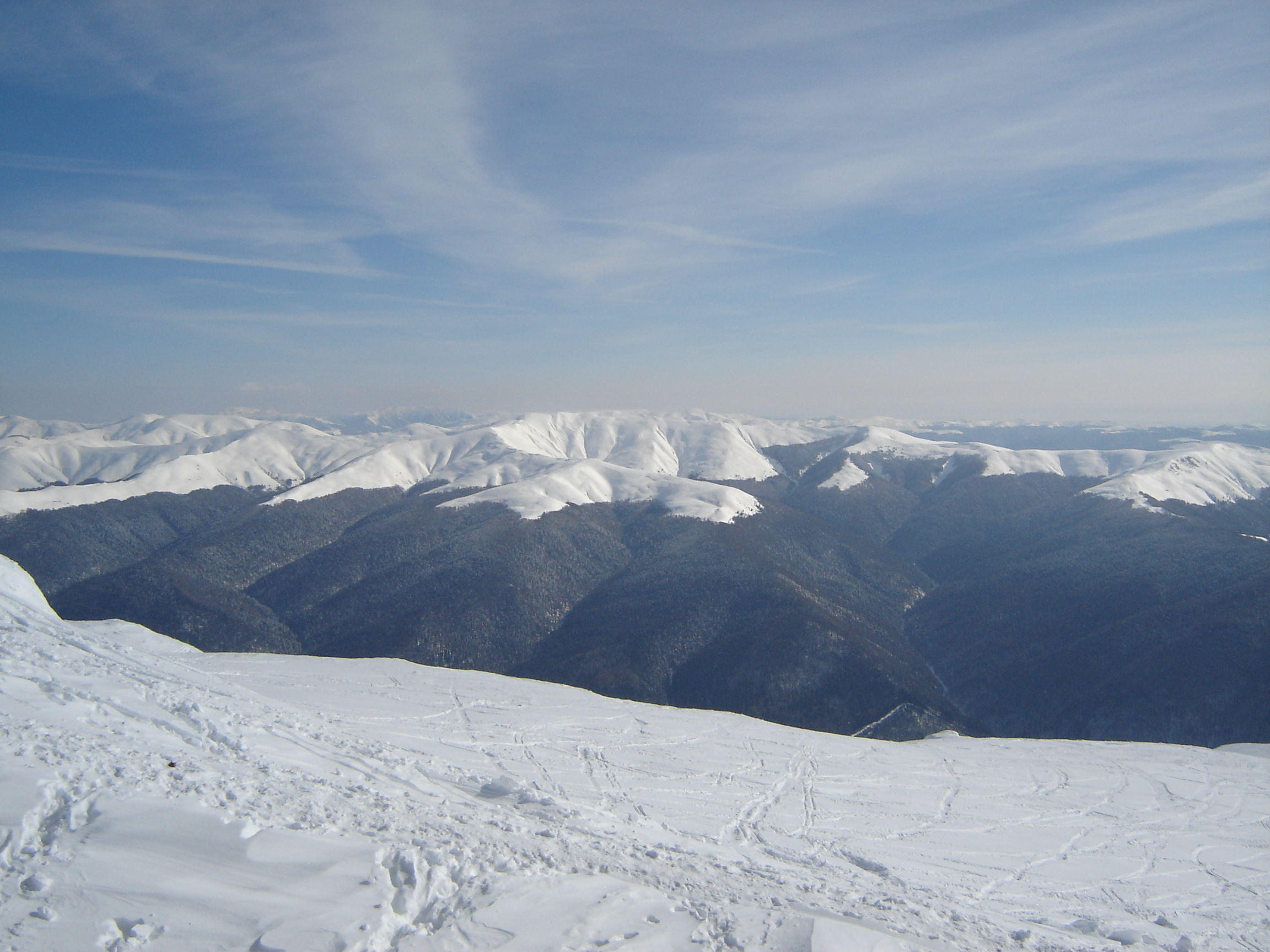
Baiu-Berge in Rumänien

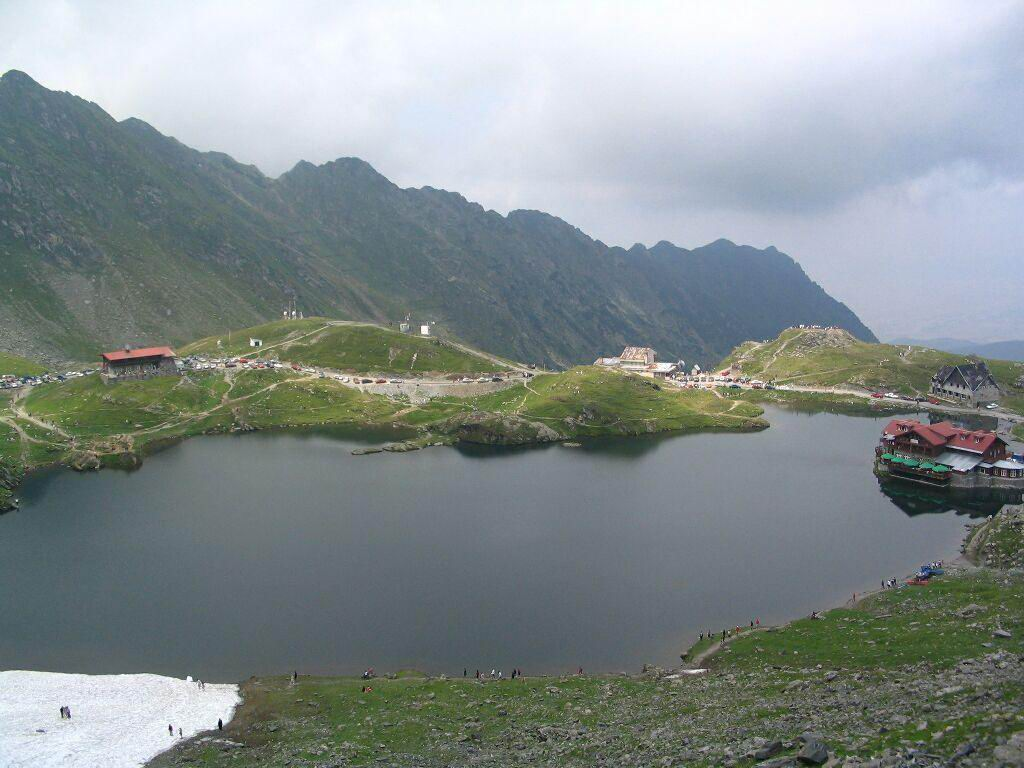
Bâlea, ein Gletschersee in den Făgăraș-Bergen in Rumänien, in einer Höhe von über 2000 m

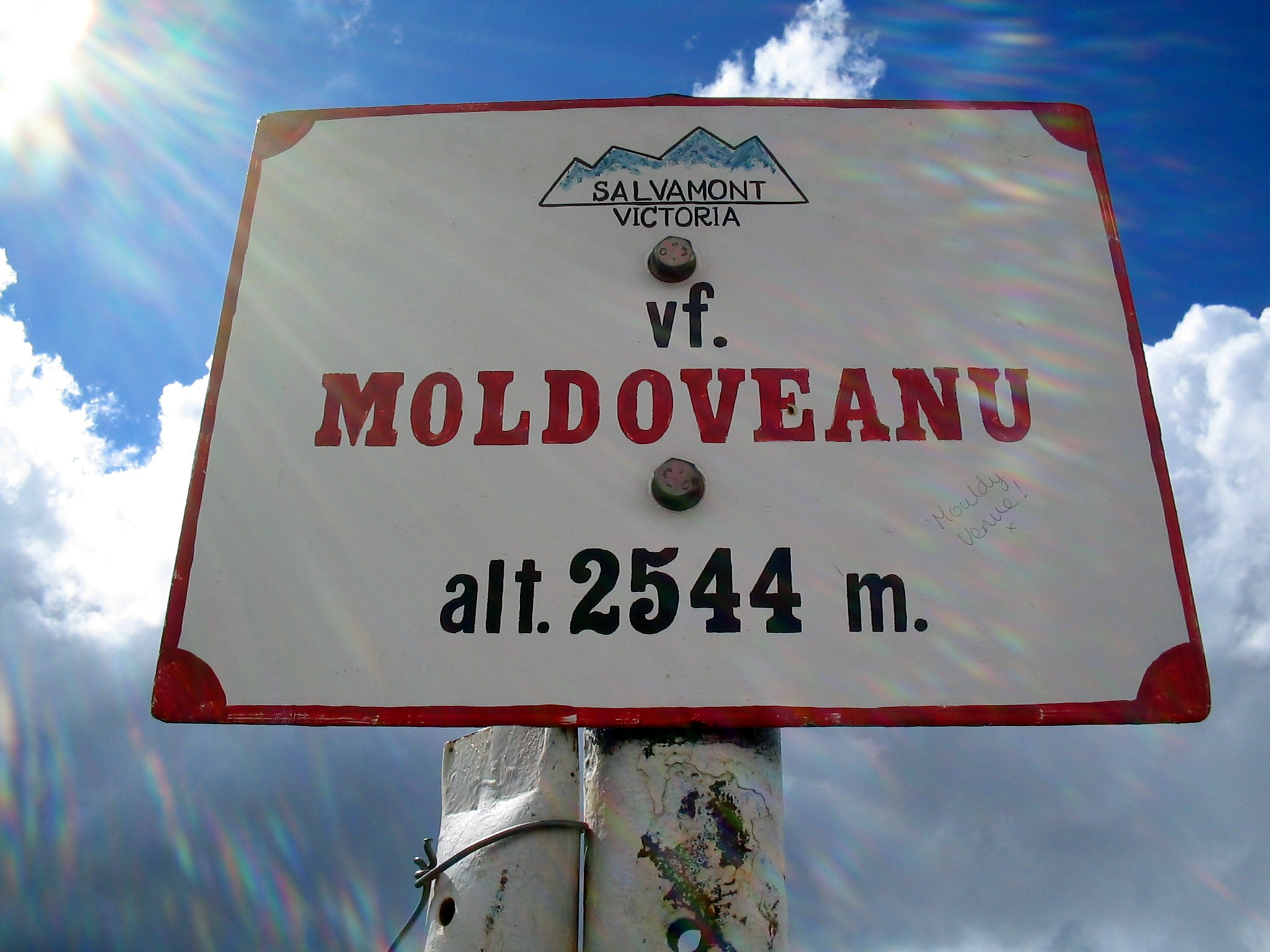
Moldoveanu-Gipfel, Făgăraș, höchster Berg der Südkarpaten

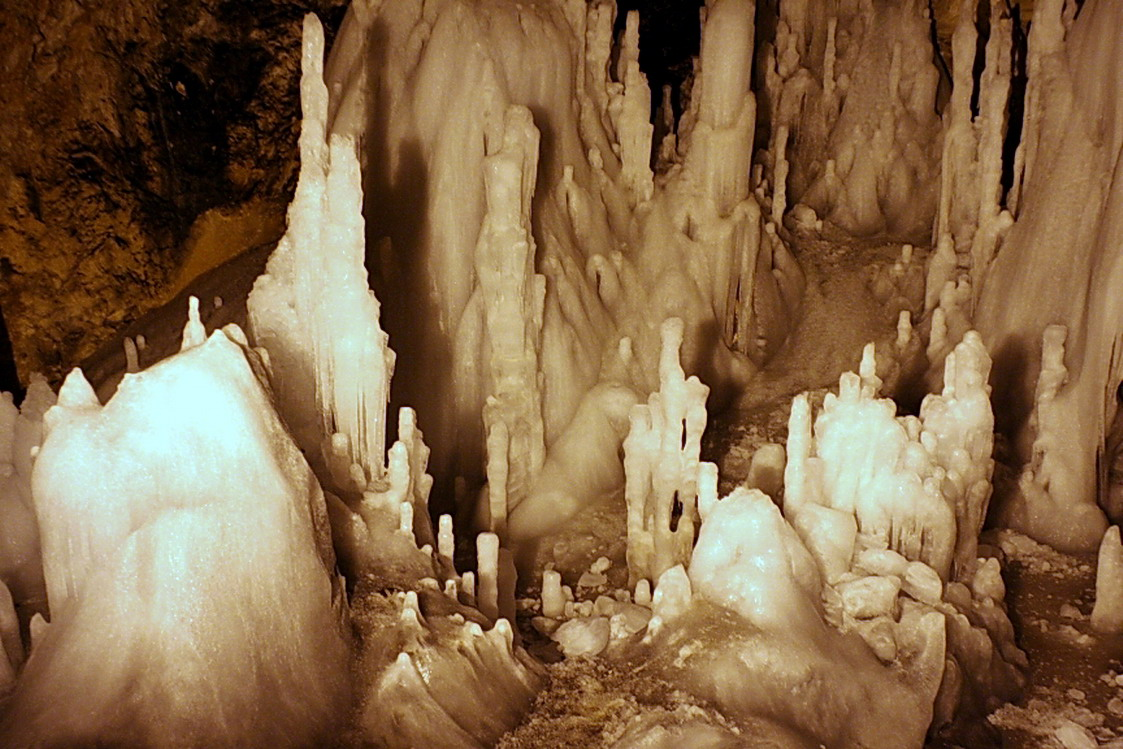
Das Apuseni-Gebirge ist vor allem wegen seiner Höhlen bekannt

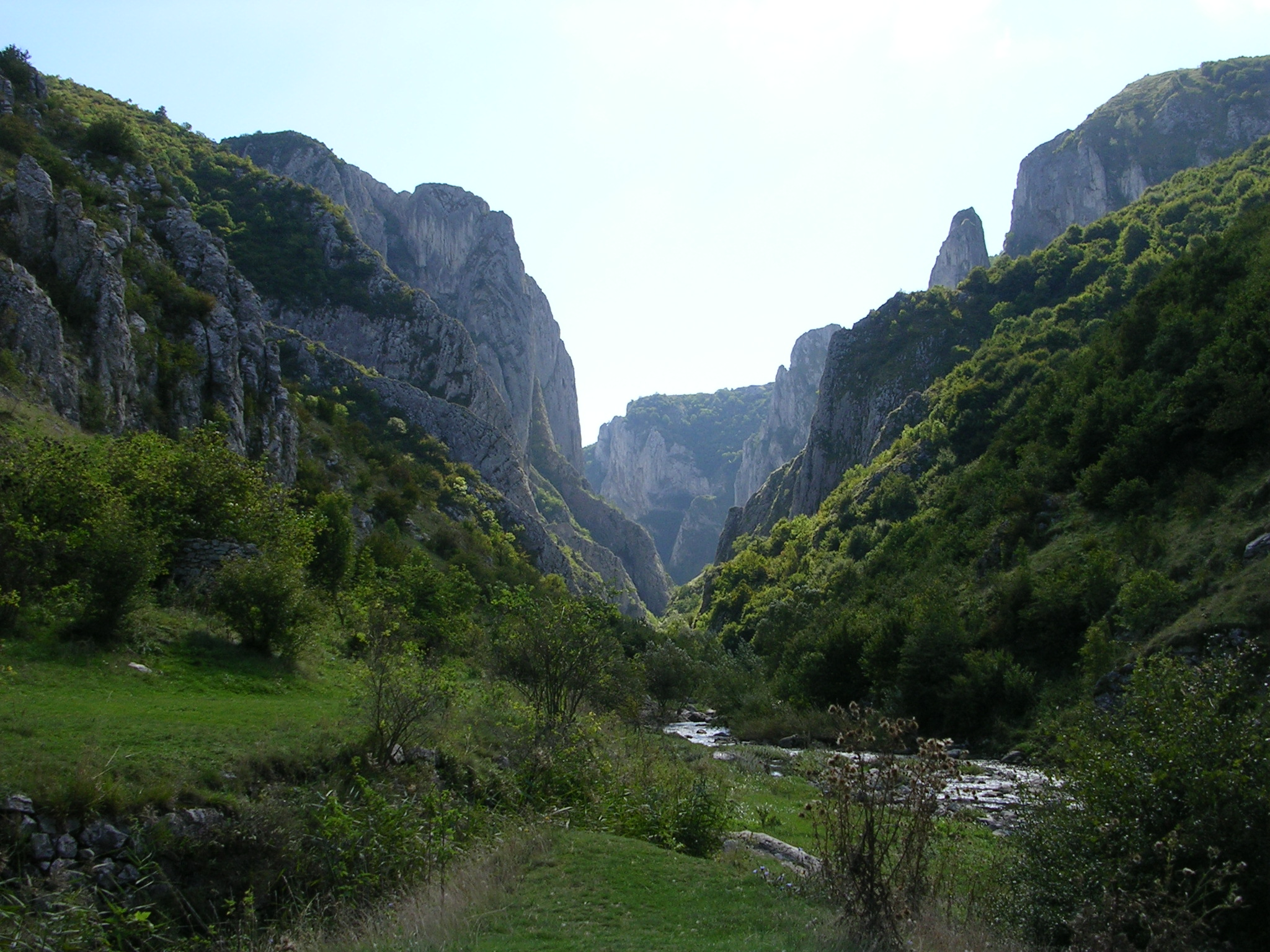
Cheile Turzii, Rumänische Westkarpaten (Apuseni)

### Allgemeines
Der Karpatenbogen umschließt die Ungarische Tiefebene von Norden und Osten und grenzt sie nach Nordmittel- und nach Osteuropa hin ab. Anteil an den Karpaten haben in erster Linie Polen, die Slowakei, die Ukraine und Rumänien sowie in geringen Teilen bzw. über die Ausläufer Österreich, Tschechien, Ungarn und Serbien.
Der Gebirgsbogen der Karpaten ist stärker gekrümmt als der Alpenbogen. Geologisch sind beide Gebirgsbögen ein Ergebnis der plattentektonischen Vorgänge der vergangenen 100 Millionen Jahre. Dabei wurden durch den nordwärts gegen den europäischen Teil der Eurasischen Platte gerichteten Druck der Afrikanischen Platte insbesondere in den letzten 30 Jahrmillionen die Faltengebirge in der Südhälfte Europas aufgewölbt (vgl. Alpidische Orogenese). Besonders stark ist die Krümmung zwischen Ost- und Südkarpaten, die mit dem Apuseni-Gebirge nahezu ganz Transsilvanien (Siebenbürgen) umschließen und sich jenseits der Donau (Eisernes Tor) im bulgarischen Balkangebirge fortsetzen.
Der Karpatenbogen ist abschnittsweise ein Teil der Europäischen Hauptwasserscheide und erstreckt sich auf einer Fläche von rund 220.000 km². Er hat eine durchschnittliche Breite von 150 km und ist entlang seiner Krümmung mehr als 1300 km lang. Es ist aus ähnlich vielfältigen Gesteinen aufgebaut wie die Alpen. Die einst bestehende Verbindung zwischen den Ostalpen und den Westkarpaten ist bei der Bildung des Wiener Beckens einige Kilometer in die Tiefe gesunken, ähnlich wie Teile des Pannonischen Beckens.
Die Karpaten weisen eine hohe landschaftliche Vielfalt auf. Morphologisch umfassen sie mehrere Hochgebirgsregionen mit Höhen von mehr als 2000 m (Hohe und Niedere Tatra, Ost- und Südkarpaten), sowie zahlreiche Gebiete mit Mittelgebirgscharakter (Kleine und Weiße Karpaten, Slowakisches Erzgebirge, West- und Ostbeskiden, Siebenbürgisches Becken). Die Westkarpaten weisen einige große Längstäler sowie Quer- und Durchbruchstäler auf (siehe z. B. Waag, Hron). Die höchsten Gipfel liegen im Norden (Hohe Tatra,  Gerlachspitze, 2655 m) und im Südosten (Moldoveanu, 2544 m).

### Gliederung
Die Karpaten werden in verschiedene Teile gegliedert. Üblich sind hierbei zwei Prinzipien: einerseits horizontal, andererseits vertikal.

#### Horizontale Gliederung
Diese ergibt sich aufgrund des Alters, der Gesteinsart und der Oberflächenart.
- Die Äußeren Karpaten ziehen sich vom nordöstlichen Niederösterreich über Bratislava und das Grenzgebiet zwischen Tschechien und der Slowakei, dann über das Grenzgebiet zwischen der Slowakei und Polen (nördlich der Gebirge Malá Fatra, Tatra und Vihorlatské vrchy), schließlich über große Teile der Waldkarpaten und über Teile Rumäniens bis zu einem Gebiet nördlich von Bukarest. Höchster Berg ist der Babia Góra (Teufelsspitze) (1725 m).
- Die Inneren Karpaten entsprechen den übrigen Karpaten. Vereinfachend kann man sagen, dass die Inneren Karpaten die höchsten Teile der Karpaten umfassen (Tatra, Niedere Tatra, Slowakisches Erzgebirge, Nördliches Ungarisches Mittelgebirge, Rodnaer Gebirge, Retezatgebirge, Parâng-Gebirge, Harghita-Gebirge und so weiter). Die Inneren Karpaten werden in den Mittelslowakischen Block im Norden, den Ostkarpatischen Block und Südkarpatischen Block im Südosten, das Apuseni-Gebirge sowie in die vulkanischen Gebirge unterteilt. Die vulkanischen Gebirge (Vihorlat, Bükk, Munții Calimani, Gurghiuer Gebirge, Harghita-Gebirge usw.), die den innersten und jüngsten Teil des Karpatenbogens bilden, werden oft als eine eigenständige Gruppe (die „innersten“ Karpaten) ausgegliedert.

#### Vertikale Gliederung
Diese beruht auf geologisch-tektonischen, physiografischen und groben morphografischen Kriterien:
- Westkarpaten: Diese entsprechen weitgehend dem Gebiet der Slowakei und den angrenzenden Gebieten Österreichs (nordöstlichstes Österreich ab dem Wiener Becken), Tschechiens (östliches Mähren), Polens (südliches Polen, Landesteil Kleinpolen) sowie Ungarns (nördliches Ungarn). Die Grenze zu den Waldkarpaten (Ostkarpaten im weiteren Sinne) verläuft im Nordosten der Slowakei etwa entlang der Linie Bardejov–Michalovce. Der höchste Teil der Westkarpaten und zugleich der gesamten Karpaten ist die Tatra (Gerlsdorfer Spitze mit 2655 m). Die (Äußeren) Westkarpaten umfassen auch eine Serie von Gebirgen, die traditionell den Namen Beskiden tragen. Die Niederen Beskiden (sk: Nízke Beskydy, pl: Beskid Niski) in der Ostslowakei und in Polen gehören jedoch bereits zu den (Äußeren) Ostkarpaten.
- Südostkarpaten (auch: Ostkarpaten im weitesten Sinne):
  - Ostkarpaten im weiteren Sinne: Diese bestehen geomorphologisch aus den Ostbeskiden (Gruppe aus Niedere Beskiden, Bieszczady, Bukovské vrchy, das ukrainische Galizien), den Ukrainischen Karpaten (sk: Ukrajinské Karpaty, ua: Ukrajins’ki Karpaty) und den Ostkarpaten im engeren Sinne. Die Bezeichnungen der einzelnen Hauptteile der Ostkarpaten sind recht umstritten. Die Ostbeskiden und die Ukrainischen Karpaten werden im deutschen Sprachraum eher frei auch als Waldkarpaten (sk: Poloniny, ua: Lisysti Karpaty) bezeichnet. Manchmal werden aber die Waldkarpaten auch mit den Ukrainischen Karpaten oder aber mit den Ostbeskiden gleichgesetzt, wobei bei den Ostbeskiden das zusätzliche Problem entsteht, dass diese selbst nicht genau abgegrenzt sind (siehe unter Beskiden). Früher, aber häufig auch heute noch, werden sogar die gesamten Ostkarpaten im weiteren Sinne als Waldkarpaten bezeichnet. Folgt man – wie in der heutigen Geografie verbreitet – der ersten vorstehend genannten Unterteilung, so ergibt sich die folgende Einteilung der Ostkarpaten im weiteren Sinne:
    - Waldkarpaten: Die Waldkarpaten liegen in der Ostslowakei (siehe oben), in Polen, der Ukraine sowie ein kleines Stück in Rumänien. Sie enden am Prisloppass in Rumänien. Ihre höchste Erhebung ist die Howerla (2060 m) in der Ukraine, zugleich der höchste Berg des Landes.
    - Ostkarpaten im engeren Sinne: Diese liegen vollständig auf dem Gebiet Rumäniens, zwischen dem Prislop-Pass und dem Predeal-Pass. Mit dem Pietros erreichen sie 2305 m. Viele Gebirgszüge sind vulkanisch (siehe oben unter Innere Karpaten).

  - Südkarpaten (auch: Transsilvanische Alpen, Siebenbürger Alpen): Sie folgen vom Predealpass aus nach Westen. Sie befinden sich in Rumänien und zum kleineren Teil in Serbien. Sie erreichen mit dem Moldoveanu 2544 Meter Höhe. Wichtigste Gebirge sind das Fogarascher Gebirge und das an Bergseen besonders reiche Retezatgebirge. Das Banater Gebirge ist der letzte Gebirgszug im Westen. Rumänien bezeichnet das Banater Gebirge und das Apuseni-Gebirge als Westkarpaten (Carpații Occidentali).

### Wichtigste Karpatenflüsse mit den jeweiligen Ländern ihrer Quelle
In Tschechien:
- March (cs, sk: Morava)

In Polen:
- Wisła (Weichsel)
- San (Saan, Sayn)
- Wisłok (Weisslog)
- Osława (Oslawa)
- Wisłoka (Wittewater)
- Dunajec (Dunajez)

In der Slowakei:
- Váh (Waag)
- Dunajec (Dunajez)
- Hron (Gran)
- Ipeľ (Eipel)
- Nitra (Neutra)
- Orava (Arwa)
- Poprad (Popper)
- Turiec (Turz)

In der Ukraine:
- Dnister (Дністер, rumänisch Nistru)
- Pruth (Прут, ro: Prut)
- Sereth (Серет, ro: Siret)
- Theiß (Тиса Tyssa, ro/sk/sr: Tisa, ungarisch Tisza)
- Stryj (Стрий)
- Sbrutsch (Збруч)
- Usch (Уж, sk: Uh)

In Ungarn
- Ipeľ (hu: Ipoly)

In Rumänien
- Argeș
- Bârsa (Burzen)
- Bega (serb. Begej)
- Buzău
- Bistrița
- Cibin (Zibin)
- Dâmbovița
- Jiu
- Târnava (Kokel)
- Kreisch (ro: Criș, hu: Körös)
- Mara
- Mieresch
- Moldova
- Alt (ro: Olt)
- Someș (Somesch; hu: Szamos)
- Temesch (ro: Timiș, sr: Tamiš)

In Serbien
- Mlava
- Pek
- Porečka
- Timok

### Größere Städte
- Banská Bystrica, Slowakei
- Bielsko-Biała (Bielitz-Biala), Polen
- Bor, Serbien; liegt südlich der Donau, im Serbischen Erzgebirge
- Brașov (Kronstadt), Rumänien
- Bratislava, Slowakei
- Drobeta Turnu Severin, Rumänien
- Košice, Slowakei
- Eger, Ungarn
- Miskolc, Ungarn
- Mukatschewo (Munkács), Ukraine
- Nowy Sącz (Neu Sandez), Polen
- Ostrava, Tschechien
- Petroșani, Rumänien
- Piatra Neamț, Rumänien
- Ploiești, Rumänien; am südlichen Fuß des Gebirges gelegen
- Poprad, Slowakei
- Prešov, Slowakei
- Reșița, Rumänien
- Sanok, Polen
- Sibiu (Hermannstadt), Rumänien
- Sighetu Marmației, Rumänien
- Suceava, Rumänien
- Tscherniwzi (Czernowitz), Ukraine
- Uschhorod, Ukraine
- Vršac, Serbien
- Zakopane, Polen
- Žilina, Slowakei
- Zlín, Tschechien

## Flora und Fauna
Die niedrigeren Lagen der Karpaten sind bewaldet. Die Waldgrenze schwankt zwischen 1150 m und 1900 m. Die Vegetation und die Tierwelt ähnelt im Wesentlichen den Alpen, ist jedoch reich an endemischen Arten, die nur in bestimmten Karpatenregionen vorkommen.
Die Karpaten überzieht das größte noch bestehende, geschlossene Laubwaldgebiet Europas. Mehr als ein Drittel aller in Zentraleuropa noch wildlebenden Großraubtiere – Braunbären, Wölfe und Luchse – ist hier beheimatet. Im Oberlauf des Argeș und in seinen Zuflüssen kommt (oder kam) endemisch der extrem seltene Groppenbarsch vor.
Die Südostkarpaten lassen sich ziemlich klar in vier Vegetationshöhenstufen gliedern:
- Kolline Höhenstufe: 400 – 700 m mit Eichenwäldern und verschiedenen Laub-Mischwäldern
- Montane Höhenstufe: 700 – 1700/1800 m mit Traubeneichen und/oder Hainbuchenwäldern im unteren Bereich, gefolgt von Rotbuchenwäldern, die Richtung Gipfel zunehmend mit Tannen und Fichten durchsetzt sind, um schließlich in der Regel in reine Fichtenwälder überzugehen
- Subalpine Höhenstufe: 1700/1800 – 2150/2350 m mit Legföhren-Krummholz zwischen Wald- und Baumgrenze, zum Teil Wacholder oder Grünerle
- Alpine Höhenstufe: 2150/2350 – 2300/2500 m mit verschiedenen Bergwiesen-Gesellschaften

Im westlichen und östlichen Bereich der Karpaten entwickelte sich während der letzten Kaltzeit teilweise kein Permafrostboden, daher konnte sich in 300 bzw. 600 m Höhe ein waldreicher Refugialraum für viele heute in Europa heimische Tier- und Pflanzenarten bewahren. Der Erhalt vieler Unterarten spielte neben den beiden anderen großen Refugialräumen auf der Iberischen Halbinsel und in Italien für die Wiederbesiedelung Europas zu Beginn des Holozäns und dessen Biodiversität eine bedeutende Rolle.

## Tourismus
Im Gegensatz zu den Alpen sind – mit Ausnahme der Tatra und der Prahova-Region – die Karpaten noch nicht sehr stark vom Tourismus geprägt. Verschiedene Regionen (u. a. Poiana Brașov, Predeal) sind dabei, sich zu touristischen Zentren auch für ausländische Gäste zu entwickeln.

## Landschafts- und Naturschutz
Im Jahr 2003 schlossen sich sieben Karpatenländer zusammen und verabschiedeten die Karpatenkonvention, in deren Rahmen eine Koordination von Maßnahmen zum Schutz von Landschaft und Natur des Gebirges erfolgt.
Am 24. Mai 2010 wurde in fünf Ländern unter Teilnahme von etwa 30 Nationalparks und Schutzgebieten der „Tag der Nationalparks in den Karpaten“ gefeiert, um das Gebiet einerseits bekannter zu machen, andererseits die Schutzwürdigkeit herauszustellen.

## Sprachliche und kulturelle Vielfalt
Für den deutschen Sprachraum hat der Karpatenbogen eine spezielle Bedeutung. Seit 800 Jahren leben deutsche und österreichische Siedler in seinem Norden (Slowakei, Polen) und vor allem im Osten und Süden (Siebenbürgen, Banat, Ungarn). Auch wenn deren Zahl nach 1918 und der Wende von 1989 viel geringer geworden ist, tragen sie zur kulturellen Vielfalt der betreffenden Staaten wesentlich bei. Die ethnische und sprachliche Vielfalt umfasst einige Dutzend Sprachgruppen (u. a. Tschechisch, Slowakisch, altdeutsche Dialekte, Polnisch, Wolhynisch, Ukrainisch, Ungarisch, Rumänisch, Serbisch, Bulgarisch). Allein das „offizielle“ Rumänien kennt 13 Nationalitäten – Fachleute sprechen sogar von 19. Nach mancher Unterdrückung in kommunistischer Zeit, die neben Juden und Roma auch Deutsche betraf, wurden einzelne lokale Autonomien errungen (Polen, Slowakei, Ungarn, zum Teil Rumänien). Einen bedeutenden Einfluss deutscher Kultur gibt es in Oberschlesien und Mähren, im Banat, in Siebenbürgen und der Region Sathmar. Diese Vielfalt und die bisherigen und künftigen EU-Erweiterungen lösen zahlreiche Wirtschaftsaktivitäten und Investitionen von Österreich, Deutschland und anderen wirtschaftlich stärkeren Staaten aus, die die europäische Integration befördern. Unter anderem hat Sibiu (Hermannstadt) 2007 als Europäische Kulturhauptstadt die Aufmerksamkeit der „alten“ EU-Länder auf sich gezogen.